# Jacupiranga (ave)
O jacupiranga ou jacu-de-cocoruto-branco (Penelope pileata) é uma espécie de ave da família Cracidae.
Apenas pode ser encontrada no Brasil. Seu nome vem do tupi antigo e significa jacu vermelho (pirang).
Os seus habitats naturais são: florestas subtropicais ou tropicais húmidas de baixa altitude.
Está ameaçada por perda de habitat.
O nome jacupiranga foi selecionado como nome vernáculo técnico para a espécie Penelope pileata pelo Comitê Brasileiro de Registros Ornitológicos (CBRO) em 2021.